# Тундак (приток Калакана)
Тундак — река в Забайкальском крае России, левый приток Калакана, протекает по территории Тунгокоченского района.
Длина реки составляет 135 км, площадь водосборного бассейна — 2930 км².
Начинается на Калаканском хребте с высоты 1150 м над уровнем моря. В верхней половине течёт преимущественно на юго-запад, в нижней — на северо-запад. Впадает в Калакан в 51 км от его устья, на высоте 641 м над уровнем моря.
Крупнейший приток — Буричи, впадает в среднее течение слева.